# 機械関連の業界団体の一覧
機械関連の業界団体の一覧（きかいかんれんのぎょうかいだんたいのいちらん）を示す。
機械製造業者の親睦などを目的とする団体、技術向上などを行う団体など、多岐にわたる。

## 業界団体一覧
- 日本機械工業連合会
- 機械振興協会
- 日本試験機工業会
- 日本エレベータ協会
- 日本工具工業会
- 超硬工具協会
- 全国作業工具工業組合
- 日本バルブ工業会
- 日本歯車工業会
- 日本ねじ工業協会
- 日本ばね工業会
- 日本チエーン工業会
- 日本ロボット工業会
- 日本機械鋸・刃物工業会
- 日本フルードパワー工業会
- 日本ベアリング工業会
- 日本プレス安全装置工業会
- 日本ダイカスト協会
- 日本ダイカストマシン工業会
- 日本プラスチック機械工業会
- 日本ガスメーター工業会
- 水門鉄管協会
- 日本厨房工業会
- 日本かんすい工業会
- 日本工作機器工業会
- 日本小型工作機械工業会
- 全国木工機械工業会
- 日本工作機械工業会
- 日本食品機械工業会
- 日本包装機械工業会
- 日本繊維機械工業会
- 日本縫製機械工業会
- 日本印刷産業機械工業会
- 日本印刷産業連合会
- 日本鍛圧機械工業会
- 日本産業機械工業会
- 日本建設機械工業会
- 日本農業機械工業会
- 林業機械化協会
- 日本製パン製菓機械工業会
- 日本製麺機材工業会
- 全国豆腐機器工業会
- 全国茶業機械工業会
- 全国醸造機器工業組合
- 全国食肉水産加工機械工業協同組合
- 中部包装食品機械工業会
- 日本産業車両協会
- 港湾荷役機械システム協会
- 日本半導体製造装置協会
- 日本機械設計工業会
- 日本乳容器・機器協会